# ديلارا كايا
ديلارا كايا (بالتركية: Dilara Kaya)‏ مواليد 7 نوفمبر 1991 في الفاتح، تركيا، هي لاعبة كرة سلة تركية. بدأت مسيرتها الاحترافية في سنة 2009. تلعب مع نادي غلطة سراي لكرة السلة للسيدات في الدوري التركي لكرة السلة للسيدات. يبلغ طولها 6 قدم 1 بوصة (1.9 م).

## الإنجازات
- الدوري التركي لكرة السلة للسيدات
  - الوصافة (1): 2009–10
- كأس تركيا 
  - الفوز (1): 2009–10
- كأس السوبر الأوروبية لكرة السلة للسيدات
  - الوصافة (1): 2009